# Basket of Light
Az 1969-es Basket of Light a Pentangle nagylemeze. Az Egyesült Királyságban az 5. helyig jutott a listákon. Szerepel az 1001 lemez, amit hallanod kell, mielőtt meghalsz című könyvben.

## Az album dalai
| 1. | Light Flight            | Jansch, Renbourn, Thompson, Cox, McShee                             | 3:14 |
| 2. | Once I had a Sweetheart | tradicionális; hangszerelte Jansch, Renbourn, Thompson, Cox, McShee | 4:37 |
| 3. | Springtime Promises     | Terry Cox                                                           | 4:04 |
| 4. | Lyke Wake Dirge         | tradicionális; hangszerelte Jansch, Renbourn, Thompson, Cox, McShee | 3:32 |
| 5. | Train Song              | Jansch, Renbourn, Thompson, Cox, McShee                             | 4:43 |

| 1. | Hunting Song             | Jansch, Renbourn, Thompson, Cox, McShee                             | 6:41 |
| 2. | Sally Go Round the Roses | Jansch, Renbourn, Thompson, Cox, McShee                             | 3:34 |
| 3. | The Cuckoo               | tradicionális; hangszerelte Jansch, Renbourn, Thompson, Cox, McShee | 4:26 |
| 4. | House Carpenter          | tradicionális; hangszerelte Jansch, Renbourn, Thompson, Cox, McShee | 5:27 |

## Közreműködők
- Terry Cox – dobok, glockenspiel, hi-hat, ének a 4. és 6. dalokon
- Bert Jansch – gitár, bendzsó, ének a 3., 5., 6. és 9. dalokon
- Jacqui McShee – ének
- John Renbourn – gitár, szitár, ének a 3., 4., 6. és 7. dalokon
- Danny Thompson – nagybőgő